# Касарельюш
Касарельюш (порт. Caçarelhos)  —  район (фрегезия) в Португалии,  входит в округ Браганса. Является составной частью муниципалитета  Вимиозу. По старому административному делению входил в провинцию Траз-уж-Монтиш и Алту-Дору. Входит в экономико-статистический  субрегион Алту-Траз-уш-Монтеш, который входит в Северный регион. Население составляет 271 человек на 2001 год. Занимает площадь 31,01 км².
Покровителем района считается Апостол Пётр (порт. São Pedro).